# Шесурі (Бакеу)
Шесурі (рум. Șesuri) — село у повіті Бакеу в Румунії. Входить до складу комуни Меджирешть.
Село розташоване на відстані 232 км на північ від Бухареста, 28 км на захід від Бакеу, 106 км на південний захід від Ясс, 119 км на північний схід від Брашова.

## Населення
За даними перепису населення 2002 року у селі проживали 477 осіб, з них 476 осіб (99,8%) румунів. Усі жителі села рідною мовою назвали румунську.